# Mam tylko ciebie
Mam tylko ciebie – singel polskiej grupy muzycznej Virgin, wydany w 2002 nakładem wydawnictwa muzycznego Universal Music Polska, promujący debiutancki album studyjny zespołu Virgin.
Muzykę do utworu skomponował Tomasz Lubert, zaś tekst napisała Doda.
Do utworu został nakręcony teledysk w reżyserii Dody i Adriana Rafalskiego.
Wykonanie utworu znalazło się na koncertowym wydawnictwie Dody Fly High Tour – Doda Live (2013), pod nazwą „Set Rockowy”, który składa się z medley’u piosenek „Znak pokoju” i „Mam tylko ciebie”.

## Lista utworów
Opracowano na podstawie materiału źródłowego.
1. „Mam tylko ciebie” – 3:16